# 哥伦比亚参议院
哥倫比亞共和國參議院（Senado de la República de Colombia）是哥倫比亞國民議會的上議院，下議院是眾議院。參議院總共有107名議員，任期四年。

## 選舉制度
根據哥倫比亞憲法，參議院的100名參議員從全國的單一選區中選出，其餘兩名由哥倫比亞原住民社區的特別選區中選出。
居住在國外的哥倫比亞公民有資格投票，然而他們在參議院沒有特別代表。
對於全國單一選區的參議員選舉，政黨必須提出單一之選舉名單，候選人人數不超過候選之參議員的席位總數。目前的參議員選舉制度於2003年通過，並於 2009年和2015年進行了修改，要求政黨所提出的候選人名單必須通過3%的門檻才能獲得參議員席次。在2006年和2010年的選舉中，門檻設定為2%，然後在2009年的改革中提高到3%。
對於保留給原住民社區的兩個席位，使用選舉配額制度（總票數除以總席位），在這種情況下，門檻是選舉配額的30%。

## 參議院的權力
哥倫比亞共和國參議院有如下的權力：
1、批准或否決哥倫比亞總統、副總統的辭呈。
2、批准或否決哥倫比亞政府授予高級軍官的軍階晉升。
3、准許總統除病假外的其他情況請假，並確定副總統擔任總統的資格。
4、允許外國軍隊通過哥倫比亞領土。
5、授權哥倫比亞政府向外國宣戰。
6、選舉哥倫比亞憲法法院法官。
7、選舉哥倫比亞司法部長。

## 司法權
參議院負責審理眾議院對總統提出的指控，即使總統可能已經停止履行職權。對於總統在履行這些職權時所發生的作為或不作為的指控，參議院負責決定其有效性。
一旦指控被確認，總統將自動被停職。如果指控涉及總統在履行職權時犯下的罪行，參議院將解除總統的職務。